# Volfied
Volfied (también conocido como Ultimate Qix en Mega Drive o Qix Neo en la PlayStation) es un videojuego arcade lanzado por Taito en 1989.
El juego es una versión actualizada de Qix, con características adicionales y una estética de ciencia ficción futurista, el estilo de la geometría abstracta Qix.

## Historia
Teniendo lugar en otra galaxia, un piloto espacial regresa a su mundo natal "Volfied", sólo para descubrir que está bajo ataque por una fuerza alienígena desconocida. Los pocos habitantes que quedaron en "Volfied". Ellos están en un lugar subterráneo del planeta. El piloto vuela a "Volfied" con el uso de armas defensivas de su nave a fin de eliminar la amenaza alienígena y salvar a su pueblo.

## Jugabilidad
El modo de juego en general es idéntico a la de Qix. Sin embargo, el principal enemigo ya no es una colección de líneas, este varía entre los niveles, y siempre está acompañado de enemigos más pequeños. Cuando la nave espacial del jugador logra recortar una sección del nivel, la parte donde está el enemigo principal es considerado como el espacio 'externo'. Cualquier enemigo pequeño que acabe en el espacio 'interno' es eliminado, lo que resulta en una bonificación de puntuación.  También aparecen en el campo cajas grises que otorgan otros bonus al ser eliminadas en el espacio interior. Con el fin de completar un nivel, el jugador debe reclamar por lo menos el 80% de un área del nivel. Anteriormente, los límites eran 75% en Qix y 70% en el SuperQix.
Una versión del juego para teléfonos móviles basada en Java fue lanzada en Europa por Taito en 2007.